# 1100 Arnica
1100 Arnica là một tiểu hành tinh bay quanh Mặt Trời. Ban đầu nó có tên là 1928 SD. Nó được đặt tên cho chi thực vật Arnica.